# Manitoulin Island

Karta som visar Manitoulins läge, ön är markerad med rött.

Manitoulin Island är världens 172:a största ö och världens största ö i en insjö. Den är 2 766 km² stor (lite mindre än Gotland). Ön ligger i Huronsjön som gränsar mellan USA och Kanada. Själva ön ligger i Kanada.
Ön hade 13 255 invånare permanentboende 2016.